# Жупел

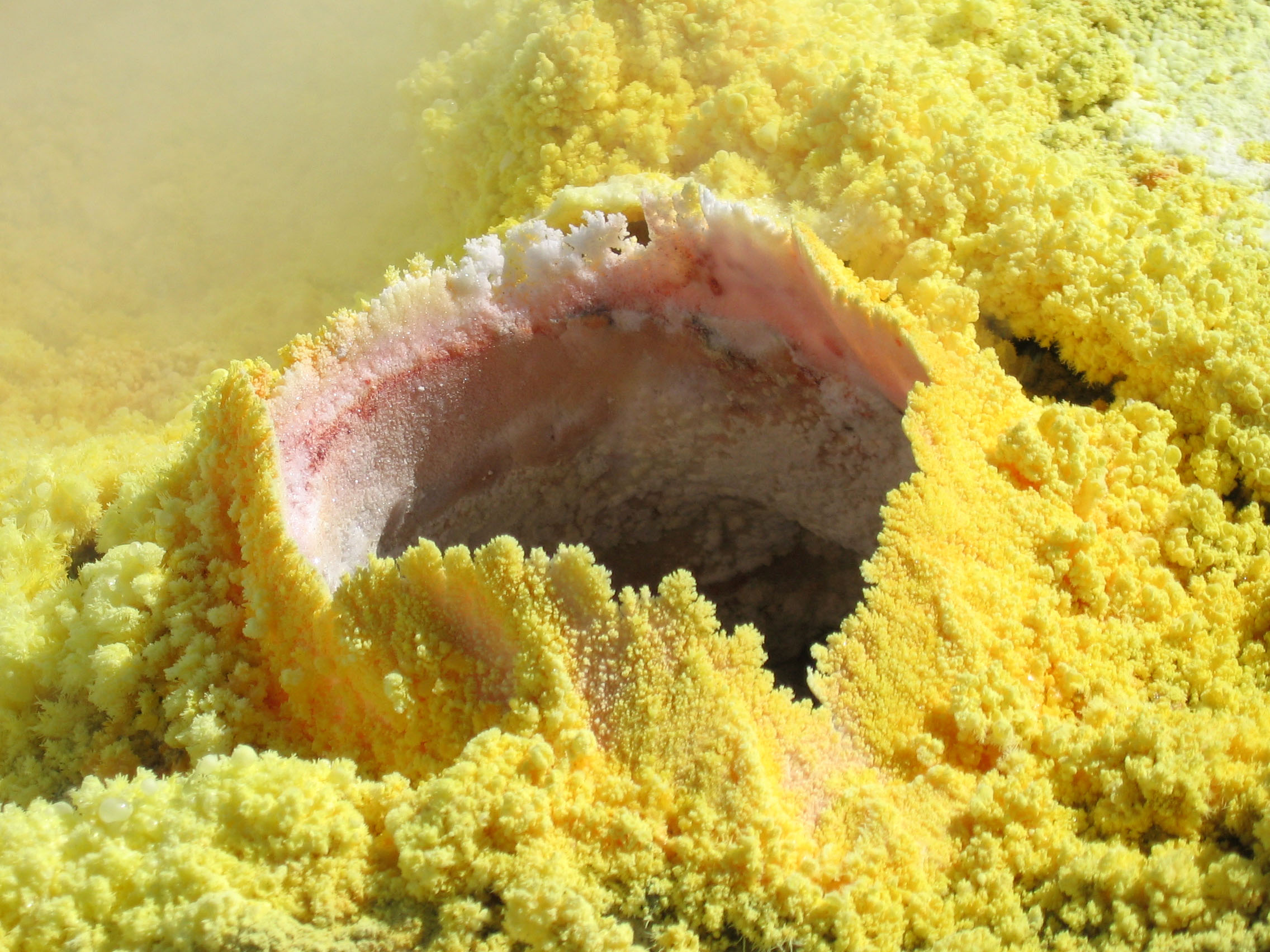
Серные образования вокруг кратера подводного вулкана.

Жу́пел в церковнославянском языке — горящая сера, а также горящая смола, жар и смрад, пекло, смага, адская мука и страшилище.

«И гд҃ь ѡдожди на содомъ и гоморръ жупелъ, и огнь ѿ гд҃а съ небесе» (И пролил Господь на Содом и Гоморру дождем серу и огонь от Господа с неба).
— Быт. 19:24
Иногда под этим словом подразумевается зола из ада либо геенны или смола, уготованная для наказания грешников в аду.
В этом значении слово употребляется, в частности, в ироническом стихотворении А. Н. Апухтина «Дилетант» (начала 1870-х годов):
О хриях, жупеле и пекле

Не испишу я фолиант,

Меня под праздники не секли...

Что ж делать мне, я дилетант!
В переносном смысле жупел — нечто пугающее, внушающее ужас, страх; часто в ироническом значении — пугало (пропагандистский жупел). Например, быть жупелом для кого-нибудь. В этом значении вошло в русский язык из речи жены алхимика в новелле В. Ф. Одоевского «Саламандра» (1841): «День и ночь огонь у вас тлится; ведь прохожие дым-то видят и дым-то у вас не православный — серой да жупелом пахнет по всей улице», а также из речи купчихи в комедии Островского «Тяжёлые дни» (1863): «Как услышу я слово „жупел“, так руки и ноги затрясутся».

## Этимология
Слово происходит от ст.‑слав. жоупелъ, зюпелъ — «сера». Фасмер указывает две возможные дальнейшие этимологии: либо от др.-в.-нем. swëbal, swëfal (ср. с современным нем. Schwefel), восходящего к прагерманскому, либо от лат. sulpur, возможно через посредство ретороманской или иной неизвестной формы.